# Ferdinand Rauter (Musiker)
Ferdinand Rauter (* 4. Juni 1902 in Klagenfurt, Österreich-Ungarn; † 6. Dezember 1987 in London) war ein österreichischer Pianist, Dirigent und Pädagoge.

## Leben
Ferdinand Rauter war der Sohn des Blindenlehrers Karl Leonhard Rauter und der Katharina Lepuschitz. Er studierte parallel Chemie an der Technischen Hochschule Dresden und Musik an der Orchesterschule der Sächsischen Staatskapelle. Von 1926 bis 1928 war er Chor-Repetitor am Theater Münster. Er arbeitete daneben auch mit dem Choreographen Kurt Jooss. Im 1929 sprang Rauter als Pianist bei einem Liederabend der isländischen Sängerin Engel Lund mit der Groupo Franco Allemande ein und blieb fortan Begleiter der Sängerin. Lund führte als eine der ersten Volkslieder in unterschiedlichen Sprachen mit Klavierbegleitung in Konzertsälen auf. Beide konzertierten in Deutschland, Skandinavien und England. 1933 wurde eine Konzertanfrage in Deutschland von der Reichskulturkammer abgelehnt, worauf sie zunächst nach Dänemark und 1935 nach London übersiedelten. Dort wohnten beide bei der Sprachtherapeutin Eileen MacLeod. 
Zu Beginn des Zweiten Weltkriegs wurde Rauter zunächst als Enemy Alien auf der Isle of Man interniert, nach seiner Freilassung engagierte er sich für andere, ebenfalls inhaftierte Musiker. 1945 zog Engel Lund nach Dänemark. Von 1945 bis 1947 arbeitete Rauter als Musiktherapeut in einer von Emigranten um den Wiener Arzt Karl König gegründeten heilpädagogischen Einrichtung in Camphill bei Aberdeen. Im Juni 1947 kehrte Rauter nach London zurück und arbeitete noch eine Zeit lang mit Pionieren der Musiktherapie zusammen. Rauter lebte anschließend als Pianist, Kammermusiker, Arrangeur und Liedbegleiter von Engel Lund in London.
Rauter war verheiratet mit der 22 Jahre jüngeren Clarisse (Claire), geb. Kösten, die selbst eine erfolgreiche Pädagogin und angesehene Schulleiterin in London war.